# Хуздар (округ)
Хуздар (урду ضلع خضدار‎, англ. Khuzdar District) — один из 30 округов пакистанской провинции Белуджистан. Административный центр — город Хуздар.

## География
Площадь округа — 35 380 км². На севере граничит с округом Калат, на северо-востоке — с округами Болан и Джхал-Магси, на западе — с округом Харан, на юго-западе — с округом Аваран, на юге — с округом Ласбела, на востоке — с провинцией Синд.

## Административно-территориальное деление
Округ делится на пять техсилов:
- Хуздар
- Мула
- Вадх
- Наал
- Зехри

## Население
По данным переписи 1998 года, население округа составляло 417 466 человек, из которых мужчины составляли 52,7 %, женщины — соответственно 47,3 %. Уровень грамотности населения (от 10 лет и старше) составлял 17,4 %. Уровень урбанизации — 28,32 %. Средняя плотность населения — 11,8 чел./км².